# كان وكان وكان (فلم)
كان وكان وكان هو فيلم مصري من إخراج عباس كامل وبطولة فؤاد المهندس، ناهد شريف، نجوى فؤاد وحسن مصطفى.

## نبذة
"راضى أبو ريشة" فنان موهوب لا يهتم بمظهره قدر الاهتمام بثقافته قدم لوحات كثيرة من أجل بيعها، يفشل فى كل مرة ولا يجد صدى لكل لوحاته، يقوم ببيع رسومه إلى بعض المعارض بمقابل بسيط حتى يستطيع العيش.
راضى يرتبط بشابة جميلة اسمها "عزيزة" وسط معاناته يحدد موعد زواجه، وفى إحدى جولاته يرى طالبا يكاد أن يغرق، يخلع ملابسه ويحاول إنقاذه إلا أنه يبتعد عن الشاطئ، يظن الجميع أن "راضى أبو ريشة" غرق، فى الوقت الذى قام أحد الصيادين بإنقاذه، فجأة تمجد الصحف فى عبقرية "راضى" وتتوالى أحداث الفيلم.

## طاقم العمل
- فؤاد المهندس بدور راضي أبو ريشة
- ناهد شريف بدور عزيزة
- نجوى فؤاد بدور نونا
- حسن مصطفى بدور عزيز

## وصلات خارجية
- مقالات تستعمل روابط فنية بلا صلة مع ويكي بيانات